# Lozno (Kraljevo)
Pour les articles homonymes, voir Lozno.
Lozno (en serbe cyrillique : Лозно) est un village de Serbie situé sur le territoire de la ville de Kraljevo, district de Raška. Au recensement de 2011, il comptait 114 habitants.

## Démographie

### Évolution historique de la population
| 1948 | 1953 | 1961 | 1971 | 1981 | 1991 | 2002 | 2011 |
| ---- | ---- | ---- | ---- | ---- | ---- | ---- | ---- |
| 191  | 214  | 220  | 196  | 181  | 151  | 133  | 114  |

|  |